# Гералциці (Ниський повіт)
Гералциці (пол. Gierałcice) — село в Польщі, у гміні Глухолази Ниського повіту Опольського воєводства.
Населення — 882 особи (2011).
У 1975-1998 роках село належало до Опольського воєводства.

## Демографія
Демографічна структура станом на 31 березня 2011 року:
|          | Загалом | Допрацездатний вік | Працездатний вік | Постпрацездатний вік |
| -------- | ------- | ------------------ | ---------------- | -------------------- |
| Чоловіки | 445     | 93                 | 315              | 37                   |
| Жінки    | 437     | 83                 | 262              | 92                   |
| Разом    | 882     | 176                | 577              | 129                  |